# Перелік командувачів НГ України
Ця сторінка перелічує командувачів Національної гвардії України.

## Перелік командувачів
Національна гвардія України була утворена Законом України «Про Національну гвардію України» від 4 листопада 1991 року № 1775-XII.

### I формування
| # | Голова               | Фото | Термін                         | Служба за президентства      | Примітки |
| - | -------------------- | ---- | ------------------------------ | ---------------------------- | -------- |
| 1 | Володимир Кухарець   |      | 22 жовтня 1991 — 8 жовтня 1995 | Леонід Кравчук, Леонід Кучма |          |
| 2 | Олександр Кузьмук    |      | 8 жовтня 1995 — 11 липня 1996  | Леонід Кучма                 |          |
| 3 | Ігор Вальків         |      | 11 липня 1996 — 11 лютого 1998 | Леонід Кучма                 |          |
| 4 | Олександр Чаповський |      | 11 лютого 1998 — 11 січня 2000 | Леонід Кучма                 |          |

Відомство було розформоване Законом України «Про розформування Національної гвардії України» від 11 січня 2000 року № 1363-XIV.

### II формування
Національну гвардію було відновлено Законом України «Про Національну Гвардію України» від 12 березня 2014 року
| #  | Голова                    | Фото | Термін                                                                 | Служба за президентства                    | Примітки |
| -- | ------------------------- | ---- | ---------------------------------------------------------------------- | ------------------------------------------ | -------- |
| 5  | Степан Полторак           |      | 19 березня 2014 — 14 жовтня 2014                                       | Олександр Турчинов (в.о.), Петро Порошенко |          |
| 6  | Олександр Кривенко (в.о.) |      | 14 жовтня 2014 — 6 лютого 2015                                         | Петро Порошенко                            |          |
| 7  | Микола Балан (в.о.)       |      | 6 лютого 2015 — 30 грудня 2015                                         | Петро Порошенко                            |          |
| 8  | Юрій Аллеров              |      | 30 грудня 2015 — 7 травня 2019                                         | Петро Порошенко                            |          |
| 9  | Микола Балан              |      | 7 травня 2019 ;— 13 червня 2019 (в.о.) 14 червня 2019 — 27 січня 2022  | Петро Порошенко Володимир Зеленський       |          |
| 10 | Юрій Лебідь               |      | 27 січня 2022 — по 25 лютого 2022 (в.о.) 25 лютого 2022 — 8 липня 2023 | Володимир Зеленський                       |          |
| 11 | Олександр Півненко        |      | 8 липня 2023 — по т.ч.                                                 | Володимир Зеленський                       |          |